# Ian Cawsey
Ian Arthur Cawsey, född 14 april 1960 i Grimsby, är en brittisk Labourpolitiker. Han var parlamentsledamot för valkretsen Brigg and Goole från valet 1997 till valet 2010.